# Ahn Byung-keon
Ahn Byung-keon (kor. 안병건; * 8. Dezember 1988 in Seoul) ist ein ehemaliger südkoreanischer Fußballspieler.

## Karriere
Ahn Byung-keon erlernte das Fußballspielen an der Halla University in der  südkoreanischen Stadt Wonju. Seinen ersten Vertrag unterschrieb er 2011 beim Daejeon Korail FC. Der Verein aus Daejeon spielte in der dritten Liga, der damaligen Korea National League. 2013 wechselte er nach Thailand. Hier unterschrieb er einen Vertrag bei Pattaya United. Der Verein aus Pattaya spielte in der ersten Liga, der Thai Premier League. Am Ende der Saison musste der Verein in die zweite Liga absteigen. Ahn Joon-soo verließ den Absteiger und schloss sich dem Erstligisten Songkhla United an. Mit dem Verein aus Songkhla musste er am Ende der Saison 2014 wieder den Weg in die zweite Liga antreten. Nach dem Abstieg wechselte er Anfang 2015 zum Bangkok FC. Der Verein aus der thailändischen Hauptstadt Bangkok spielte in der zweiten Liga, der Thai Premier League Division 1. Nach einer Saison in Bangkok zog es ihn 2016 nach Bali. Hier unterzeichnete er einen Dreijahresvertrag. Der Verein spielte in der damaligen ersten Liga, der Indonesia Soccer Championship. Ab 2017 spielte er mit dem Klub in der Liga 1. 2017 wurde er mit dem Verein indonesischer Vizemeister. Nach 62 Spielen kehrte er 2019 in seine Heimat Südkorea zurück. In Gwangyang unterschrieb er einen Einjahresvertrag beim Zweitligisten Jeonnam Dragons. 2020 nahm ihn der vietnamesische Verein Sài Gòn FC aus Ho-Chi-Minh-Stadt unter Vertrag. Nach zwanzig Erstligaspielen wechselte er zur Saison 2021 zum Erstligaaufsteiger Bình Định FC nach Quy Nhơn. Hier stand er bis Ende September 2021 unter Vertrag. Für den Verein absolvierte er 12 Erstligaspiele. Von Oktober 2021 bis Januar 2022 war er vertrags- und vereinslos. Ende Januar 2022 verpflichtete ihn sein ehemaliger Verein Sài Gòn FC. Hier stand er eine Saison unter Vertrag und bestritt fünf Ligaspiele. Seine letzte Stadion seiner Laufbahn war der taiwanesische Erstligist Tainan City FC. Für den Verein aus Tainan bestritt er sechs Ligaspiele. Am 1. Februar 2023 beendete er seine Karriere als Fußballspieler.

## Erfolge
Bali United
- Indonesischer Vizemeister: 2017